# Valentin Metzinger
Valentin Metzinger (Saint-Avold, 19 aprile 1699 – Lubiana, 12 marzo 1759) è stato un pittore sloveno.

## Biografia

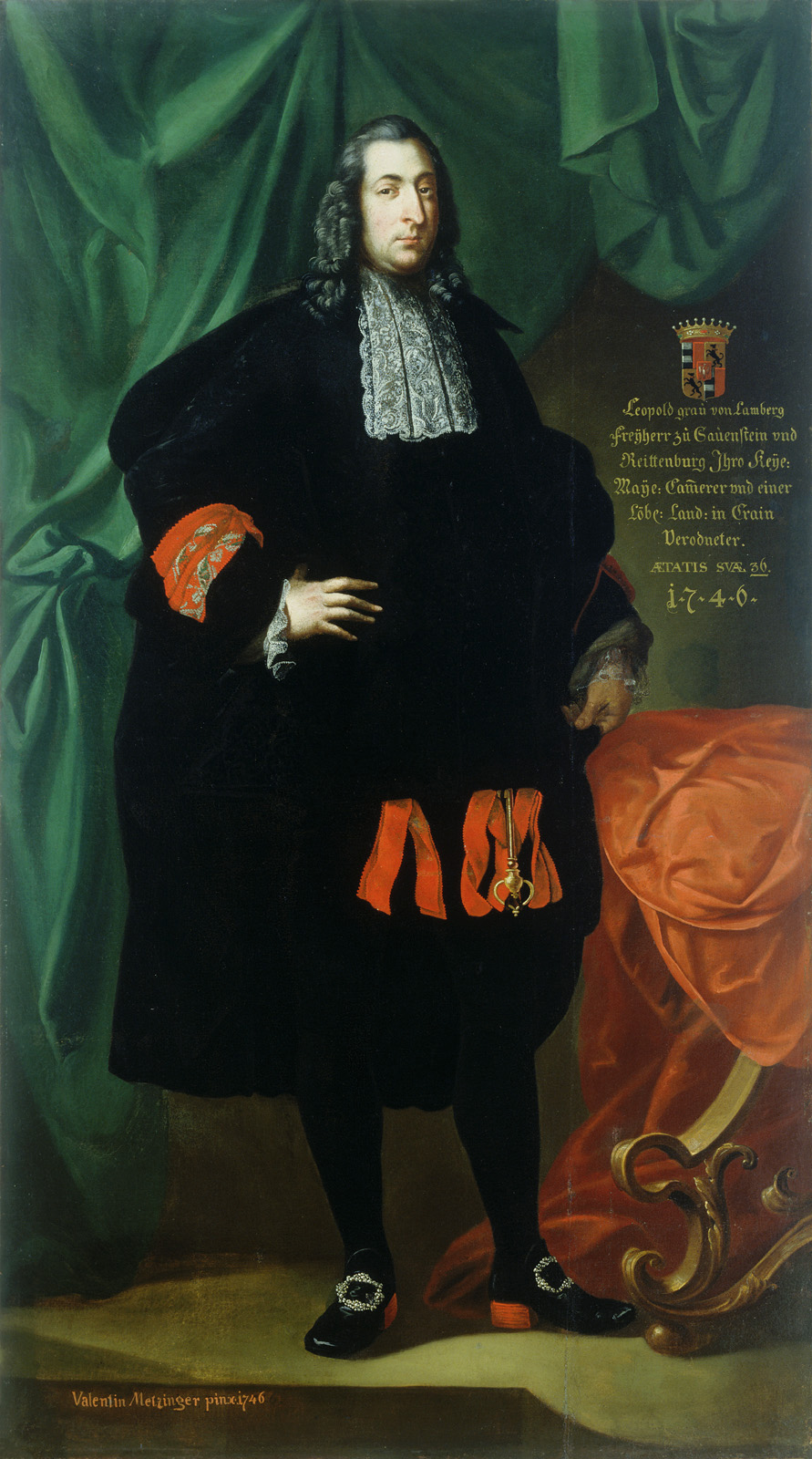
Il conte Leopold Lamberg, 1746, olio su tela, 209 cm x 117 cm, Lubiana, Galleria nazionale della Slovenia

Metzinger fu uno dei quattro pittori che introdussero la pittura barocca a Lubiana. Si stabilì in Slovenia dopo essere fuggito dai disordini che affliggevano la Lorena.
Fu attivo in Carniola approssimativamente tra il 1690 e il 1740. Le quattro dita della sua mano destra erano fuse sopra il pollice, e per dipingere doveva mettere il pennello tra l'indice e il medio. Dipinse svariate pale d'altare per molte chiese della Carniola e di Lubiana. Ad esempio, la chiesa di San Pietro della capitale slovena conserva i dipinti della Santa Croce con Santa Maddalena e della Madre di Dio Addolorata dietro l'altare maggiore.
Altri suoi dipinti sono conservati in chiese e castelli della Slovenia e della Croazia. La Galleria nazionale della Slovenia conserva inoltre i dipinti del Conte Leopold Lamberg, San Francesco di Sales in Gloria, Madonna col Bambino e San Giovanni Battista, Santa Lucia, San Floriano, Santa Caterina, Sant'Andrea e Sant'Agostino.